# A Year on Planet Earth
A Year on Planet Earth är en brittisk dokumentärserie från 2022 vars första säsong består av 6 avsnitt. Serien hade premiär på ITV den 22 december 2022, och har svensk premiär på Viaplay den den 22 april 2023.

## Handling
Serien har spelats in på 60 platser runt om på jorden där både möjligheter och utmaningar skapas för allt liv på jorden. Serien visar hur djur utvecklar strategier för att klara sig beroende på omständigheterna.

## Roller i urval
- Stephen Fry - berättare